# Wądroże Wielkie (gromada)
Wądroże Wielkie – dawna gromada, czyli najmniejsza jednostka podziału terytorialnego Polskiej Rzeczypospolitej Ludowej w latach 1954–1972.
Gromady, z gromadzkimi radami narodowymi (GRN) jako organami władzy najniższego stopnia na wsi, funkcjonowały od reformy reorganizującej administrację wiejską przeprowadzonej jesienią 1954 do momentu ich zniesienia z dniem 1 stycznia 1973, tym samym wypierając organizację gminną w latach 1954–1972.
Gromadę Wądroże Wielkie z siedzibą GRN w Wądrożu Wielkim utworzono – jako jedną z 8759 gromad na obszarze Polski – w powiecie legnickim w woj. wrocławskim, na mocy uchwały nr 18/54 WRN we Wrocławiu z dnia 2 października 1954. W skład jednostki weszły obszary dotychczasowych gromad Wądroże Wielkie, Wądroże Małe, Wierzchowice, Mikołajowice i Kępy ze zniesionej gminy Wądroże Wielkie oraz przysiółek Strachowice z dotychczasowej gromady Legnickie Pole ze zniesionej gminy Legnickie Pole w tymże powiecie. Dla gromady ustalono 18 członków gromadzkiej rady narodowej.
1 stycznia 1960 do gromady Wądroże Wielkie włączono obszar zniesionej gromady Mierczyce w tymże powiecie.
1 lipca 1968 z gromady Wądroże Wielkie wyłączono wieś Mikołajowice, włączając ją do gromady Legnickie Pole w tymże powiecie.
1 lipca 1968 do gromady Wądroże Wielkie włączono obszar zniesionej gromady Budziszów Wielki w tymże powiecie.
Gromada przetrwała do końca 1972 roku, czyli do kolejnej reformy gminnej. 1 stycznia 1973 w powiecie legnickim reaktywowano gminę Wądroże Wielkie (od 1999 gmina należy do powiatu jaworskiego w woj. dolnośląskim).